# 大麻草の栽培の規制に関する法律
大麻草の栽培の規制に関する法律（たいまそうのさいばいのきせいにかんするほうりつ、昭和23年法律第124号）は、もともとは、大麻取締法として、GHQの指示により制定された大麻の所持、栽培、譲渡等に関する日本の法律である。2023年の法改正により、大麻の所持や譲渡の規制は、大麻を麻薬及び向精神薬取締法で規制する麻薬に位置づけることにより、この法律からは削除し、栽培の規制のみに特化して、大麻草の栽培の規制に関する法律に改題された。
1948年の制定時の大麻取締法は、1930年（昭和5年）制定の麻薬取締規則以降、「麻薬」と認定して取締り対象にしていた大麻、その吸引可能部位を含む大麻草の栽培を免許制にした。

## 概要
昭和5年（1930年）の旧麻薬取締規則（昭和5年内務省令第17号）において、医薬利用されていた印度大麻と「其ノ樹脂及之ヲ含有スル物」が「麻薬」とされ、その製造、輸出入などについて全面規制されたが、戦後の1947年に「大麻取締規則」が制定され，吸引目的ではなく、布の原料や食用、縄として栽培された繊維及び種子の採取を目的とする場合に限り、許可制の下に大麻草の栽培を認め大麻の輸入・輸出・所持・販売等の行為を規制継続した。
「大麻取締法」は昭和23年（1948年）に制定され、それにより、大麻草大麻(大麻草及びその種子並びにそれらの製品)の取扱いを学術研究及び繊維・種子の採取のみに限定し、大麻の不正使用を防止するため、大麻取扱者を免許制とし、免許を有する者以外の者の大麻の取扱いを禁止した。また、大麻の輸入・輸出・所持・栽培・譲受・譲渡・使用等並びに大麻から製造された医薬品の施用・施用のための交付等を禁止し、違反者に対し、3年以下の懲役若しくは3万円以下の罰金、又はこれを併科する旨定められた。その後、昭和28年（1953年）の大麻取締法の一部を改正する法律（法律第15号）により、大麻の定義を「大麻草及びその製品」に改め、大麻草の種子を規制の対象外とした。
2023（令和5）年の法改正により、大麻草の栽培の規制に関する法律となり、大麻の繊維や神事用の大麻栽培者が都道府県知事による「第一種大麻草採取栽培者免許」、医薬品の原料用の大麻栽培者が厚生労働大臣による「第二種大麻草採取栽培者免許」を取得することになりこれらの免許のない栽培は禁止される。大麻の所持や譲渡の規制は、大麻を麻薬及び向精神薬取締法で規制する麻薬に位置づけることにより麻薬及び向精神薬取締法により行われる。

## 構成
- 第1章 総則（第1条 - 第4条）
- 第2章 第一種大麻草採取栽培者（第5条 - 第12条の8）
- 第3章 第二種大麻草採取栽培者及び大麻草研究栽培者（第13条 - 第17条）
- 第4章 大麻草の種子の取扱い（第18条 - 第21条の3）
- 第5章 雑則（第22条 - 第23条）
- 第6章 罰則（第24条 - 第28条）
- 附則

## 内容
大麻草栽培者（第一種大麻草採取栽培者、第二種大麻草採取栽培者及び大麻草研究栽培者に区分される。）の免許及び義務（5条 - ）、罰則（24条 - ）などが規定されている。罰則面での特色は、必要的没収（24条の7第1項）や、供用物件の没収の範囲の拡張（同条2項、刑法19条1項2号参照）である。

## 目的
日本は伝統的にアサを吸引目的ではなく、布の原料や食用、縄として栽培してきた。しかし、大麻には吸引すると麻薬成分となる部位があるため、1930年から「麻薬」として、吸引目的になりうる大麻栽培を取締対象としてきた。
大東亜戦争（太平洋戦争・第二次世界大戦）終結後、1946年（昭和21年）1月22日、GHQ最高司令官ダグラス・マッカーサーは第44代内閣総理大臣幣原喜重郎に対し、「麻薬統制に関する指令」を出した。幣原は第14代厚生大臣で後に第47代内閣総理大臣になる芦田均と厚生省薬務局に指示し、認定栽培業者など以外の麻薬の扱いを取り締まる麻薬取締規則を制定させた。
日本においては、麻繊維の産業があったため、吸引目的外の栽培を認めた大麻取締の法案が提起、成立されることになった。
他の麻薬関連法と比較して「本法には目的規定がない」と言われるが、昭和23年当時はまだ目的規定の設けられていない法律も多い（風俗営業等取締法(旧風営法)や興行場法など）。また、昭和23年7月10日制定法律第123号の旧麻薬取締法にも目的規定は無かった。
1948年（昭和23年）6月24日、衆議院厚生委員会における法案審議で第17代厚生大臣竹田儀一は本法の目的を次のように説明した。
本法は無免許の大麻取扱いを禁止することに主眼が置かれている。大麻中毒患者については、現行の麻薬及び向精神薬取締法が定める。このような戦後の日本における大麻の状況の説明を補足すると、1968年当時の厚生省麻薬課の説明では、大麻犯罪は主に外国人兵士によるものであることが報告されている。
さらなる前後関係については、#戦前の規制法制定・以降の法改正も参照。

## 規制対象
同法第2条において、この法律における「大麻」とは、「大麻草（その種子及び成熟した茎を除く。）及びその製品（大麻草としての形状を有しないものを除く。）をいう。」従って、大麻草及びその製品であり、樹脂はこれに含まれ、成熟した茎、種子及び大麻草としての形状を有しない製品が除外されること」が規定されている。大麻草の種子については、18条の規定により、他の大麻草栽培者に当該種子を譲り渡す場合を除き、発芽不能にする必要がある。輸入の場合も発芽不能でないと輸入できない。七味唐辛子や小鳥のエサに麻の実が使われるのは、発芽不能にしてあるので規制されないためである。
同法第3条が、大麻草栽培者以外による大麻草の栽培を禁じている。
また、旧法では、第4条で、「大麻」から製造された医薬品の使用及び施用、並びに特定の場合以外の大麻に関する広告を行うことを禁じていた。現在はこの条が削除されており、大麻草から製造された医薬品の使用及び施用が認められている。
なお、大麻の不正な使用、施用又は交付をした場合は、麻薬及び向精神薬取締法違反となり、7年以下の懲役に処せられる（同法第66条、第66条の2）。

### 国外犯処罰規定
1991年（平成3年）に大麻取締法の改正が行われ、日本国外にて大麻を「みだり」に輸出入・栽培・譲渡し・譲受け・所持の行為を行った者についても、刑法第二条の例に従うとされ、すべての者について。日本の法律による処罰対象となった（第24条の8（現：第24条の5））。
この「みだりに」の解釈について厚生労働省は、「「みだりに」とは社会通念上正当な理由があるとは認められないという意味であり、具体的には日本国内の行為であれば日本の法律に違反することをいい、国外犯との関係でいえば、我が国のみならず当該外国においても違法性を有し、処罰可能な行為であることを意味する」との見解をあきらかにしている
このため当該国で合法であれば、処罰されないことになるが、それにもかかわらず、当該国で合法であっても、日本国籍者には罰則が適用されることがあるという注意喚起が行われている。一方、弁護士の中には、本法24条の8には「刑法第2条の例に従う」とあり、当該国と利益を供しない場合（例えば当該国における合法的な使用である限り）適用の対象とはならず、海外での射撃体験ツアーやカジノツアーと同様に、大麻ツアーを日本で企画しても罪に問われる事はないと主張する者も存在する。外国における合法化も、完全な規制撤廃から、個人の少量の所持について訴追をしないだけなど、規制の程度は、まちまちであり、国外犯処罰の範囲はあいまいである。
2023年の改正後は、大麻の栽培についてのみ大麻草の栽培の規制に関する法律により国外犯処罰の対象になり、大麻の輸出入・譲渡し・譲受け・所持については、麻薬及び向精神薬取締法の問題であるが、同法においても日本国外にて麻薬を「みだり」に輸出入・譲渡し・譲受け・所持の行為を行った者についても、日本の法律による処罰対象とする規定があるので、上記の問題は依然として存在する。

## 戦前の規制法制定・以降の法改正
1912年（明治45年）、第1回国際あへん会議において、あへん、モルヒネ、コカインの乱用を禁止する決議がなされたが、第一次世界大戦によって批准は伸び1919年となった。この時、インド大麻については、科学的見地から研究がなされることが望ましいとされた。
その後、1925年（大正14年）、第二阿片会議条約において、「インド大麻」として、インド大麻製剤の医療・学術目的のみの使用制限、輸出入や不正取引の規制に関する規定が設けられることで、大麻の国際的規制がスタートした。
これを受け、日本では、1930年（昭和5年）に「麻薬取締規則（内務省令17号）」が制定され、ここにおいて初めて大麻が麻薬指定された。当時の規定は、大麻の製造（内務大臣への届出）、輸出入・譲渡手続き等に関するものであった。
その後、1943年（昭和18年）制定の薬事法に麻薬取締規則は統合されるが、大麻は引き続き麻薬指定を受け、規制を受けていた。
第二次世界大戦後、大麻の取締りはいわゆるポツダム緊急勅令（昭和20年勅令第542号）に基づくポツダム省令として制定された「麻薬原料植物ノ栽培、麻薬ノ製造、輸入及輸出等禁止ニ関スル件（昭和20年厚生省令第46号）」により開始され、大麻は麻薬と指定され大麻草の栽培等が全面的に禁止された。
その後、同じくポツダム省令として「大麻取締規則（昭和22年厚生・農林省令第1号）」が制定され麻薬から独立して大麻の規制が行われるようになり、許可制で大麻草の栽培が一部認められ、併せて、大麻の輸入・輸出・所持・販売等が規制された。
1948年（昭和23年）、阿片法などを一本化した麻薬取締法が（昭和23年法律123号）が制定されたが、大麻栽培は主に農業従事者、モルヒネ等は主に医療機関関係者であるとの相違も踏まえ、麻薬取締法とは別に、大麻取締法が新たに制定され、大麻取締規則を廃止された。大麻取締法では、大麻の取扱いを学術研究及び繊維・種子の採取だけに限定し、大麻の取扱いを免許制とした。また、無免許での大麻の所持・栽培・輸出入等を禁止し、その罰則を規定した。
大麻取締法は十数回改正されている。1953年（昭和28年）の改正では大麻の定義が「大麻草及びその製品」と改められ、大麻草の種子は規制の対象外とされた。1963年（昭和38年）の改正では罰則の法定刑が引き上げられた。1990年（平成2年）の改正では栽培・輸入・輸出・譲渡し・譲受け・所持等についての営利犯加重処罰規定、および、未遂罪、栽培・輸入・輸出についての予備罪及び資金等提供罪、周旋罪等が新設された。
近年、麻薬等の国際不正取引が増加し深刻な状況となっているため規制を強化すべきとの国際世論が高まり、1984年（昭和59年）の国連総会において麻薬及び向精神薬の不正取引の防止に関する国際連合条約の検討が開始され、1988年（昭和63年）ウィーンにて採択された。
本条約に対応して1991年（平成3年）に大麻取締法を含む麻薬関連法の改正が行われた。この中で資金等提供罪の処罰範囲の拡大、大麻の運搬の用に供した車両等への没収範囲の拡大、国外犯処罰規定の新設等が行われた。

### 2023年の法改正
若年層の大麻使用による検挙数が増加していることを受け、2021年（令和3年）1月、厚生労働省は、大麻成分を吸引する可能性がある大麻農家への配慮から従来規定されていなかった大麻の「使用罪」を本法に追加するべく有識者による検討会を開始した。この中では、医療大麻についても検討するとしており、医療用については将来認可される可能性が出てきた。
そして2023年（令和5年）1月になって、大麻から製造する医薬品の認可及び大麻使用罪を創設するという政府の大麻取締法改正案が明らかにされた。大麻取締法改正案では、大麻草を原料にした医薬品の国内での使用を認めるほか、繊維や種子の採取、研究目的にのみ認められている大麻草の栽培を、医薬品などの原料を採取する目的でも認めるとしている。一方、大麻の所持や譲渡などに加え、使用を禁止することを盛り込むため、麻薬及び向精神薬取締法で規制する麻薬に位置づけることで、他の規制薬物と同様に使用罪が適用できるようにする。これに伴い、本法は「大麻草の栽培の規制に関する法律」に改題されることとなった。
この改正案は同年12月6日に参議院本会議で賛成多数により可決・成立した。改正法では、医薬品としての大麻製品の規定、大麻の使用罪適用の他に、繊維や神事用の大麻栽培者が都道府県知事による「第一種大麻草採取栽培者免許」、医薬品の原料用の大麻栽培者が厚生労働大臣による「第二種大麻草採取栽培者免許」を取得することが規定された。
2024年（令和6年）12月12日、麻薬取締法と大麻取締法の改正法が施行され、大麻の扱いは使用罪の適用対象となる「麻薬」としてのものへ変更された。一方で、製品等に残留するΔ9-THCについての残留限度値が設けられ、Δ9-THCの含有量が限度値以下の製品は、麻薬規制の対象外となり流通可能となった。残留限度値は、製品の形状によって「油脂及び粉末」「水溶液」「その他」の3区分に設定され、それぞれの区分において残留限度値以下であることを確認するための検査を求められるようになった。